# 28 жовтня
28 жовтня — 301-й день року (302-й у високосні роки) у григоріанському календарі. До кінця року залишається 64 дні.

## Свята і пам'ятні дні

### Міжнародні
- Всесвітній день дзюдо (2010)
- Міжнародний день анімації (2002)
- День любителів плюшевих тварин.
- Міжнародний день креольської мови та культури.

### Національні
- Україна:
  - День визволення України від фашистських загарбників.
  - День бабусь та дідусів. (2018)
- Чехія: Національне свято Чеської Республіки. Проголошення Незалежності Чехословацької держави (1918)
- Греція: День Охі. (1940)
- США:
  - Національний день працівників першої допомоги.
  - Національний день шоколаду.

### Релігійні
Православ'я:
- Великомучениці Параскеви-П’ятниці.
- Преподобного Іова, ігумена Почаївського.
- Святителя Димитрія, митрополита Ростовського.
- Преподобного Нестора, некнижного, Києво-Печерського, в Дальніх печерах.
- Мучеників Терентія і Неоніли і дітей їхніх Сарвила, Фота, Феодула, Ієракса, Нита, Вила та Євникії.
- Преподобного Стефана Саваїта, творця канонів.
- Святителя Арсенія, архієпископа Сербського.
- Мучеників Африкана, Терентія, Максима, Помпія та інших 36.
- Священномучеників Киріака, патріарха Єрусалимського.
- Преподобного Іоана Хозевіта, єпископа Кесарійського.
- Священномученика Неофіта, єпископа Урбниського.
- Преподобного Феофіла Київського, юродивого заради Христа.

## Іменини
✝  Католицькі:
✙ Православні: Параскева, Дмитро, Нестор, Стефан, Арсеній, Максим, Іван.

## Події
- 1913 — відкрито трамвайний рух у Вінниці.
- 1920 — країни Антанти підписали з Румунським королівством «Бессарабський протокол», який віддавав Бессарабію Румунії.
- 1938 — 17 тисяч польських євреїв заарештовано у Третьому Рейху і відіслано до польського кордону. Польський уряд відмовляється їх прийняти. Вислані залишаються між двома країнами у таборі біженців.
- 1989 — Верховна рада Української РСР ухвалила закон про державний статус української мови (Закон «Про мову в Українській РСР»).
- 1993 — Сенат Австралії визнав Голодомор в Українській СРР актом геноциду.
- 2007 — представлений список «100 геніїв сучасності, які живуть сьогодні» британської газети The Daily Telegraph. До нього увійшов український художник Іван Марчук.

## Народились
Дивись також Категорія:Народились 28 жовтня
- 1466 — Еразм Ротердамський, голландський мислитель, один з найбільших гуманістів Північного Відродження, письменник, філолог, богослов.
- 1550 — Станіслав Костка, польський святий, єзуїт, покровитель Польщі, молоді та дітей.
- 1585 — Корнелій Янсен, нідерландський єпископ, засновник католицького богословського вчення, відомого як янсенізм.
- 1793 — Сімонас Даукантас, литовський історик і письменник-просвітник, збирач і видавець литовського фольклору.
- 1837 — Токуґава Йосінобу, 15-й сьоґун сьоґунату Едо, останній сьоґун в історії Японії.
- 1845 — Зигмунт Врублевський, польський фізик. Навчався в Київському університеті.
- 1854 — Жан Марі Гюйо, французький філософ, етик, поет.
- 1872 — Терентій Пархоменко, український кобзар з Полісся.
- 1875 — В'ячеслав Лащенко, український педагог, поет, письменник, громадсько-політичний діяч. Один із провідних діячів українського національного руху у Севастополі та на Чорноморському флоті у 1917—1920 рр.
- 1895 — Майк Йогансен, український поет, прозаїк доби Розстріляного відродження.
- 1955 — Білл Ґейтс, засновник і голова ради директорів корпорації «Майкрософт».
- 1967 — Джулія Робертс, американська акторка та продюсерка.
- 1972 — Бред Пейслі, американський кантрі-співак та автор пісень.

## Померли

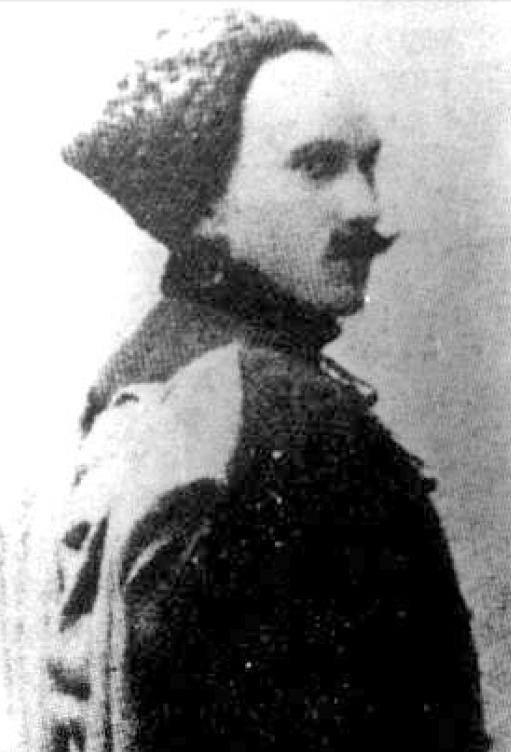
Юрій Глушко-Мова, (1920-ті)

Дивись також Категорія:Померли 28 жовтня
- 1639 — Стефано Ланді, італійський композитор і педагог римської школи епохи раннього бароко. Зробив значний внесок у розвиток ранньої опери.
- 1693 — Жак Томелен, французький композитор та органіст.
- 1694 — Огоновський Омелян Михайлович, український філолог, громадський діяч.
- 1899 — Оттмар Мергенталер, американський винахідник в галузі поліграфії, творець лінотипа.
- 1905 — Альфонс Алле, французький журналіст, ексцентричний письменник і чорний гуморист, відомий своїми каламбурами і олори́мами, предтеча концептуалізму та мінімалізму в літературі, живопису і навіть в музиці.
- 1942 — Федір Ернст, український історик, мистецтвознавець, музеєзнавець.
- 1942 — Юрій Глушко-Мова, український громадський і політичний діяч, один із організаторів українського національно-культурного й громадського життя на Зеленому Клині.
- 1997 — Анатолій (Анатолій Захарович Дублянський), митрополит Паризький УПЦ на Зх. Європу (*1912).
- 2009 — Микола Касьян, лікар-остеопат, академік НАН України, заслужений лікар України (*).